# Hellín
Hellín és un municipi històric del Regne de Múrcia, actualment pertanyent a la província d'Albacete, amb 30.366 habitants (01-01-2007). Està format per la ciutat d'Hellín i les pedanies d'Agra (Hellín), Agramón, Cancarix, la Canyada d'Agra, Isso, Las Minas, Minateda, la Horca, Mingogil, Nava de la Campana, Uchea i Rincón del Moro.
Hellín està situat al sud-est de la província d'Albacete, en el límit meridional de la Manxa i les cadenes prebètiques, obrint pas cap a l'Altiplà murcià. A una altitud mitjana respecte al mar de 578 metres. Es constituïx com centre d'una subàrea comercial que abasta des dels municipis d'Ontur, Albatana i Fuente Álamo (Albacete) per l'Est, fins als de Riópar i Yeste per l'Oest. Però on realment es fa sentir la seva influència és sobre la comarca d'Hellín, composta pels municipis d'Ontur, Albatana, Tobarra i Liétor, sumant una superfície aproximada d'uns 1.500 quilòmetres quadrats.
Aquesta comarca natural es troba en la baula que formen la Meseta amb les depressions i conques murcianes i les comunicacions que uneixen Madrid i Cartagena, que s'obren per aquí, aprofitant els estrets de Pozo-Canyada i Tobarra.
El terme municipal, amb 770,2 km², està limitat al nord pel terme de Tobarra, Pozohondo i Albatana; al Sud per Calasparra (Múrcia), Cieza (Múrcia), Moratalla (Múrcia), a l'Oest per Lietor, Férez i Socovos i a l'Est per Jumella (Múrcia) i Albatana.

## Personatges il·lustres
- Manuel Ramírez Carrión (Hellín, 1579 - 1650). Inventor d'un mètode per a parlar amb els signes de la mà.
- Melchor Rafael de Macanaz (1670 - 1760). Polític durant el regnat de Felip V
- Cristóbal Lozano (Hellín, 1609 - 1667). Escriptor.
- Mariano Rodriguez Rubio (Hellín, 1797-1856). Compositor musical.
- Fortunato Arias (Almaciles, 1891 - Hellín, 1936). Sacerdot, màrtir de la guerra civil espanyola.
- Manuel Castells (Hellín, 1942 -). Sociòleg i professor universitari.
- Raquel Lacuesta (Hellín, 1949 -). Historiadora de l'art.
- Apolonia Lapiedra (Hellín, 1992 -). Actriu porno.

## Administració
| Legislatura | Nombre                    | Grupo          |
| ----------- | ------------------------- | -------------- |
| 1979-1983   | Víctor Serena Guirado     | UCD            |
| 1983-1989   | Antonio Pina Martínez     | PSOE           |
| 1989-1995   | Fructuoso Díaz Carrillo   | PSOE           |
| 1995-1996   | José María Barcina Magro  | Partit Popular |
| 1996-1999   | Francisco Vicente Sarabia | PSOE           |
| 1999-2003   | José María Barcina Magro  | Partit Popular |
| 2003-2011   | Diego García Caro         | PSOE.          |
| 2011-2015   | Manuel Minguez            | Partit Popular |